# نيغنان (علي جمال)
نیغنان (بالفارسية: نیگنان) هي قرية تقع في إيران في قسم علي جمال الريفي. يقدر عدد سكانها بـ 289 نسمة بحسب إحصاء 2016.